# Calophyllum cordato-oblongum
Calophyllum cordato-oblongum är en tvåhjärtbladig växtart som beskrevs av Thw.. Calophyllum cordato-oblongum ingår i släktet Calophyllum och familjen Calophyllaceae. Inga underarter finns listade i Catalogue of Life.